# Hard science fiction
Hard science-fiction (cu sensul de științifico-fantasticul dur sau științifico-fantasticul tare sau științifico-fantasticul hard) este un gen al științifico-fantastic-ului în care se pune accentul pe detaliile științifice sau tehnice, ori pe acuratețea științifică, sau pe ambele. Termenul a fost folosit pentru prima data în format tipărit în 1957 de către P. Schuyler Miller într-o recenzie a Islands of Space de John W. Campbell, recenzie publicată în Astounding. Termenul complementar de soft science fiction (științifico-fantasticul moale sau științifico-fantasticul soft, format prin analogie cu științifico-fantasticul tare) a apărut pentru prima oară la sfârșitul anilor 1970.

## Exemple

### Romane
- Robert A. Heinlein, The Rolling Stones (1952)
- Hal Clement, Mission of Gravity (1953)[7]
- John Wyndham, The Outward Urge (1959)
- Arthur C. Clarke, A Fall of Moondust (1961)[5]
- Stanislaw Lem, Solaris (1961)
- Arthur C. Clarke, A Fall of Moondust (1961),[5] Rendezvous with Rama (1972)
- Stanislaw Lem, Invincibilul (1964)
- Michael Crichton, The Andromeda Strain (1969)
- Poul Anderson, Tau Zero (1970)
- Joe Haldeman, The Forever War (1974)
- James P. Hogan, The Two Faces of Tomorrow (1979)[5]
- Robert L. Forward, Dragon's Egg (1980)[8] & Starquake
- James P. Hogan, The Two Faces of Tomorrow (1979)[5]
- Robert L. Forward, Dragon's Egg (1980)[9]
- F.M. Busby The Star Rebel (1984)
- Charles Sheffield, Between the Strokes of Night (1985)[5]
- The World at the End of Time de Frederik Pohl (1990)
- Kim Stanley Robinson, Trilogia Marte (Red Mars (1992), Green Mars (1993), Blue Mars (1996))[10][11]
- Michael Crichton, Jurassic Park (1990)
- Robert Silverberg (editor), Murasaki (1992)
- Ben Bova, Seria Grand Tour (1992-)
- Nancy Kress, Beggars in Spain (1993)[12]
- Catherine Asaro, Primary Inversion (1995, 2012)
- Linda Nagata, The Nanotech Succession (1995-1998)
- Stephen Baxter, Ring (1996)
- Greg Egan, Schild's Ladder (2002)[13]
- Gwyneth Jones, Life (2004)
- Alastair Reynolds, Revelation Space (2000) [14]
- Greg Egan, Schild's Ladder (2002)[15]
- Alastair Reynolds, Pushing Ice (2005)
- Cixin Liu, "The Three Body Problem" (2006)
- Paul J. McAuley, The Quiet War (2008)
- Charles Stross, Spațiul singularității (2003), Răsărit de fier (2004)
- Andy Weir, The Martian (2011)[16]
- Neal Stephenson, Seveneves (2015)

### Povestiri
- Hal Clement, "Uncommon Sense" (1945)
- James Blish, "Surface Tension" (1952), (Cartea a 3-a a The Seedling Stars [1957])[7]
- Tom Godwin, "The Cold Equations" (1954)[7]
- Poul Anderson, "Kyrie" (1968)[7] Informații despre această povestire
- Frederik Pohl, "Day Million" (1971)[7]
- Larry Niven, "Inconstant Moon" (1971) și "The Hole Man" (1974)[7]
- Greg Bear, "Tangents" (1986)[7]
- Frederik Pohl, "Day Million" (1971)[7]
- Larry Niven, "Inconstant Moon" (1971) și "The Hole Man" (1974)[7]
- Geoffrey A. Landis, "O plimbare prin Soare" (1991)[12]
- Vernor Vinge, "Fast Times at Fairmont High" (2001)[12]

### Filme
- 2001: A Space Odyssey (1968)[17]
- Marooned (1969)
- The Andromeda Strain (1971)
- Silent Running (1972)[17]
- Solaris (1972)[17]
- Dark Star (1974)[17]
- Stalker (1979)
- Blade Runner (1982)[18]
- 2010: The Year We Make Contact (1984) — sequel to 2001
- Contact (1997)[17]
- Gattaca (1997)[17]
- Primer (2004)
- Sunshine (2007)[17]
- The Man from Earth (2007)
- Moon (2009)[17]
- Robot and Frank (2012)
- Gravity (2013)[17]
- Her (2013)
- Europa Report (2013)
- Interstellar (2014)
- Ex Machina (2015)
- The Martian (2015)

### Televiziune
- Black Mirror (2011)
- Westworld (2016)

### Anime / Manga
- Yukinobu Hoshino, 2001 Nights (1984, 1986)
- They Were Eleven (1986)
- Royal Space Force: The Wings of Honnêamise (1987)
- Patlabor 2: The Movie (1993)
- Makoto Yukimura, Planetes (1999, 2004)
- Flag (2006)
- Pale Cocoon (2006)
- Dennō Coil (2007)
- Moonlight Mile (2007)
- Rocket Girls (2007)
- Eden of the East (2009)

### Romane grafice
- Policenauts (1994)
- YU-NO (1996)

### Benzi desenate
- Robot ("The Sanatorium of Dr. Vliperdius"/Mortal Engines); Timof Comics (based upon stories by Stanislaw Lem) (2013)
- Ringworld: The Graphic Novel, Part One (2014) & Part Two (2015)
- Russians on the Moon! (2016)